# Enano Rojo
Enano Rojo, o Red Dwarf en la versión original, es una serie de televisión británica de ciencia ficción
y comedia que incluye 12 temporadas —incluyendo una miniserie llamada Back to Earth— que comenzó su transmisión de 1988 a 1993, y luego continuó entre 1997 y 1999 en el canal BBC2 y en Dave de 2009 a 2012, ganando el estatus de culto.
Como en inglés el género es neutro, el nombre de la serie, Red Dwarf, en España se tradujo como «Enano Rojo» (género no marcado), sin embargo el nombre original hace alusión a una "Enana Roja" (femenino), un tipo de estrella; este tipo de traducción se sigue empleado hasta el día de hoy. Lo mismo ocurre con algunas de las lanzaderas de la nave como la «Enano Azul» (Blue Midget = «Enana azul») y «Gigante Blanco» (White Giant = «Gigante blanca»).
La serie fue creada por Rob Grant y Doug Naylor, quienes también escribieron las seis primeras temporadas. La serie nació de un sketch recursivo, Dave Hollins: Space Cadet parte de la comedia Son of cliché de mitad de los 80 de la BBC Radio 4, también guionizado por Grant y Naylor. Además de los episodios de televisión, hay cuatro novelas, dos episodios pilotos de televisión para una versión estadounidense de la serie, una versión para la radio producida por la BBC Radio 7, y productos licenciados —conocidos en inglés como tie-in— en forma de libros, revistas y otro merchandise.
En 2008, una producción de tres episodios fue pedida por el canal digital Dave. Esos episodios fueron estrenados en abril de 2009 durante la Estern weekend y constaban de una historia en tres partes titulada Red Dwarf: Back to earth. A diferencia de la mayoría de los episodios de la BBC, la miniserie era una comedia dramática grabada sin audiencia en el estudio o risas enlatadas.
A pesar de la mezcla de ciencia ficción utilizada, Red dwarf es sobre todo una comedia llevada por los personajes con extrañas, a veces escatológicas, situaciones utilizadas como complemento del argumento. En los primeros episodios, un elemento recurrente de comedia era la relación al estilo de The odd couple entre los dos personajes centrales de la serie, quienes no se gustaban en absoluto pero estaban atrapados en el espacio profundo. El personaje principal era David Lister, el último hombre que se conocía con vida, y Arnorld Rimmer, un holograma del compañero muerto de Lister. Otros personajes regulares eran, Cat, una forma de vida descendiente de la mascota de Lister, un gato llamado Frankestein, Holly, la computadora de Red Dwarf, Kryten, un androide de servicio, y, desde la temporada VII hasta Back to earth, Kristine Kochanski, una versión alternativa del amor perdido hace tiempo de Lister.
Uno de los mayores premios de la serie llegó en 1994, cuando un episodio de la temporada seis, «Gunmen of the apocalypse», ganó un Premio Emmy internacional en la categoría de Arte popular, y en el mismo año la serie también fue premiada con el Premio de comedia británica a la Mejor serie de comedia de la BBC. La serie alcanzó su mayor audiencia, de cerca de 8 millones de espectadores, durante la temporada octava en 1999.
Red dwarf X consiste en seis episodios, grabados ante audiencia en el estudio de diciembre de 2011 a enero de 2012. El episodio inicial de esta serie fue emitido el 4 de octubre de 2012, en Dave y también en Dave HD.

## Argumento
El escenario principal de la serie es la nave espacial minera del mismo nombre Enano rojo, que tiene 9.7 km de largo, 8 km de alto y 6.4 km de ancho y es operada por Jupiter mining corporation. En el primer episodio que se presenta en un momento a finales del siglo vigésimo segundo, un escape de cadmium II a bordo mata a todos excepto al técnico de bajo nivel Dave Lister (interpretado por Craig Charles), que en ese momento está en hibernación temporal (hibernación), y a su gata embarazada, Frankestein, que está a salvo sellada en el área de carga. Después del accidente, la computadora de la nave Holly, con un coeficiente intelectual de 6000, mantiene a Lister en hibernación hasta que la radiación desaparece por completo —un procedimiento que lleva tres millones de años—. Por lo tanto, Lister emerge de la hibernación como el último humano vivo en el universo —pero no está solo a bordo—. Su antiguo compañero de habitación y superior inmediato Arnold Judas Rimmer es resucitado por Holly en forma de holograma para conservar la salud mental de Lister. Al mismo tiempo, una criatura conocida simplemente como Cat —"Gato" en España, interpretado por Danny John-Jules— es el último miembro a bordo del Felis sapiens, una raza humanoide felina que evolucionó en la nave desde el gato de Lister, Frankenstein, y sus gatitos durante los tres millones de años en los que Lister estuvo en hibernación name="Prog Guide p46"/>
La idea dramática principal durante el principio de la serie es el deseo de Lister de volver a la Tierra, aunque la posesión por parte del equipo de un sistema de viajes espaciotemporales ilimitados en la temporada siete hizo que se negara esa intención. Cuando empieza su viaje, la no tan intrépida tripulación se encuentra con fenómenos como distorsión del tiempo, viajes más rápidos que la velocidad de la luz, enfermedades mutantes y formas de vida extrañas que se han desarrollado durante millones de años. Durante la segunda temporada, el grupo encuentra al androide Kryten, rescatándolo de una nave estrellada hace tiempo. Al principio, Kryten solo aparece en un episodio de la segunda temporada, pero al comienzo de la temporada tres se convirtió en personaje principal. Al final de la temporada cinco, la nave Enano rojo es robada por personas desconocidas, forzándolos a viajar en una nave más pequeña llamada Straburg durante dos temporadas, con la correspondiente pérdida de comunicación con Holly. En la temporada séptima, Rimmer deja la tripulación para tomar el papel de su alter ego en un universo paralelo, Ace Rimmer, cuyo nombre se ha convertido en leyenda y cuyo legado pasó de dimensión en dimensión. Poco después, el equipo encuentra una versión paralela de ellos mismos en un universo en el que Kristine Kochanski, un viejo amor de Lister, ha sido puesta en hibernación en el momento de la fuga convirtiéndose así en la última humana viva. Una serie de complicados acontecimientos terminan con la pérdida de Kochanski en nuestro universo, donde se ve forzada a unirse al equipo. Al final de la temporada siete, nos enteramos de que Enano rojo ha sido robada por nanobots al servicio de Kryten, quienes lo abandonaron años atrás.
Al principio de la octava temporada, Enano rojo es reconstruida por los nanobots de Kryten, quienes la redujeron hasta no ser sino átomos. Durante el proceso, el equipo al completo de la nave —incluyendo un Rimmer de antes del accidente— es resucitado, pero la tripulación de Starbug se encuentra sentenciada a dos años en la prisión militar de la nave —primero, por haber estrellado una Starbug y traer a Kryten a bordo y a Cat como polizontes, pero después por utilizar información de archivos confidenciales—. La temporada termina con un virus come metal suelto en Enano rojo. La tripulación resucitada al completo evacua salva a la tripulación original. En el final, Rimmer se queda solo para afrontar la muerte —rápidamente le da un rodillazo en la ingle y huye—.
Nueve años después, los cuatro están de nuevo a bordo de la nave. Rimmer es de nuevo un holograma, Holly está apagada, y Lister echa de menos a Kochanski, perdida por una esclusa hace tiempo. De repente se presenta la oportunidad de volver a la Tierra a través de una dimensión deformada, aunque no es lo que parece a primera vista, termina dando a Lister esperanza y se entera de que Kochanski sigue viva después de todo.
La décima temporada presenta a Lister viajando con Rimmer, Kryten y Gato en la Enano rojo, confiando en que puedan localizar a Kochanski o volver a la Tierra, lo que venga primero.

## Personajes y actores
- Arnold Judas Rimmer Bsc Ssc («Certificado de bronce de natación» y «Certificado de plata de natación» en inglés respectivamente Bronze swimming certificate y Silver swimming certificate), interpretado por Chris Barrie, era, empezando por debajo, el segundo grado más bajo del equipo mientras estaban todos vivos. Era un cobarde, meticuloso, burócrata y neurótico que al equivocarse al reemplazar una unidad de la nave fue responsable del accidente de Cadmio II que mataría a toda la tripulación —junto con él mismo—. Sin embargo, fue elegido por Holly para ser el holograma de la nave[21] para así salvaguardar la salud mental de Lister. Desde el episodio «Timeslides» de la tercera temporada y desde ese momento, la línea de tiempo de la tripulación se ajusta y la muerte de Rimmer se atribuye a un momento en el que golpea una caja llena de explosivos.[22] Durante la séptima temporada, Rimmer abandona la dimensión ocupada por sus compañeros de tripulación para convertirse en el nuevo Ace Rimmer. Junto a la nave Enano Rojo y su tripulación, Rimmer es resucitado al principio de la octava temporada por nanobots. Se enfrenta cara a cara con la Muerte al final de la temporada a quien golpea en la entrepierna. Desde el especial Back to earth fue de nuevo un holograma.

- Dave Lister, interpretado por Craig Charles, era natural de Liverpool y se autodescribía como holgazán. Era el más bajo grado de la tripulación de la nave antes del accidente y tenía un deseo permanente de volver a la Tierra y construir una granja o cenar en Fiyi —que está aproximadamente bajo un metro de agua debido a una erupción volcánica— pero ese deseo se desvaneció al conocer que se trataba de la última persona —conocida— de la raza humana.[23] Le encantaba la comida india, especialmente el pollo vindaloo, algo que era un tema recurrente en la serie.

- Gato, interpretado por Danny John-Jules, era una criatura humanoide que evolucionó de la descendencia del gato, introducido ilegalmente, de Lister llamado Frankestein. A Gato le interesaba poca cosa aparte de dormir, comer y admirar su aspecto físico, y tendía a no socializar con los otros miembros del equipo. Sin embargo, a media que pasaba el tiempo, se volvió más influenciado por sus compañeros humanos y se convirtió en algo parecido a un humano centrado en sí mismo. Se reveló más adelante que a diferencia de sus compañeros humanos, tenía un buen sonido de pulso y pulsaciones de corazón, seis pezones y órganos internos de color coordinado.[24]

- Kryten, de nombre completo Kryten 2X4B-523P —interpretado por Robert Llewellyn desde la tercera temporada hacia adelante, y con una aparición en la segunda temporada interpretado por David Ross—, fue rescatado por el equipo de la nave estrellada Nova 5 en la segunda temporada, después de lo cual había seguido sirviendo a la tripulación a pesar de que habían muerto hacia miles o incluso millones de años. Kryten era un androide de servicio y cuando se le encontró por primera vez estaba obligado por su protocolo de comportamiento, pero Lister le animó poco a poco a que rompiera su programación y pensara por sí mismo. Su cambio de apariencia debido a los dos actores que lo interpretaron se explicó por un accidente, provocado por Lister, de moto espacial y a la consiguiente reparación.[25]

- Holly, la computadora de la nave, —interpretado por Norman Lovett durante la temporada uno, dos, siete y ocho y por Hattie Hayridge desde la temporada tres a cinco— tenía un cociente intelectual de 6000, aunque esto se vio gravemente afectado por los tres millones de años que se quedó sola tras el accidente, habiendo desarrollado «senilidad computacional». El cambio de apariencia en la tercera temporada se explicó por el cambio que hizo Holly de su cara para que se pareciera a otra computadora de un universo paralelo «de la que una vez se enamoró locamente».[26]

- Kristine Kochanski, —interpretada originalmente por Clare Grogan antes de que Chloë Annett tomara el papel desde la temporada siete— fue inicialmente una oficial de la nave Enano Rojo de la que Lister se enamoró —más tarde se alteró para que fuera su exnovia— y cuya memoria apreció desde ese momento.[23] En un episodio, la tripulación recaló en una dimensión alternativa donde Kochanski sobrevivió al accidente de cadmio II. Se unió a Lister y al equipo después de que el enlace hacia su dimensión colapsara.[18] En el primer episodio del especial Red Dwarf: back to Earth, Lister creyó que estaba muerta, pero se reveló más tarde que Kryten —el único testigo de su muerte— mintió a Lister. Kochanski había abandonado la nave cuando se hizo evidente que la falta total de respeto hacia sí mismo y la indulgencia en los excesos de Lister lo estaba matando, cosa que la deprimía mucho. Lister fue aconsejado por los fans de la serie de televisión para que la encontrara en la siguiente temporada y se enmendara.

## Producción
La primera temporada se emitió en la BBC2 en 1988. Hasta el 2013 se emitieron diez temporadas más, y una película ha estado gestándose casi continuamente antes de la temporada ocho en 1999.

### Concepto
El concepto para la serie fue desarrollado originalmente de una serie de sketches llamada Dave Hollins: space cadet del programa de mediados de los 80 Son of cliché emitido en la BBC Radio 4, escrito por Rob Grant y Doug Naylor. La serie se vio influenciada por películas y programas de televisión como Silent running (1972), Alien (1979), Dark star (1974) y The hitchhiker's guide to the galaxy (1981), pero también tuvo elementos de la comedia de estilo británica y sátira, finalmente moldeada en forma de comedia de situación. Habiendo escrito el guion del episodio piloto en 1983, los antiguos guionistas de Spitting image se encontraron con el inusual y original guion dando vueltas por las productoras pero fue rechazado por todo el mundo en la BBC, ya que se creyó que una comedia de situación basada en la ciencia ficción no sería muy popular.
Finalmente fue aceptado en la BBC North en 1986, como resultado del presupuesto asignado para la segunda temporada de la serie Happy families que nunca se llevaría a cabo y la insistencia del productor Paul Jackson de que debería grabarse Enano rojo en lugar de esa segunda temporada de la serie anterior. La serie sería relanzada después de una huelga de electricistas de principios de 1987 —la escena de los títulos fue grabada en enero de 1987—. La grabación se reprogramó para septiembre y el episodio piloto The end finalmente se emitió en televisión el 15 de febrero de 1988.

### Reparto
Alan Rickman y Alfred Molina audicionaron para los papeles en la serie, Molina consiguió el papel de Rimmer. Sin embargo, después de que Molina tuviera problemas con el concepto de la serie, y con su papel en particular, el papel fue otorgado a Chris Barrie. Barrie era un actor de voz profesional e impresionista que había trabajado anteriormente tanto con ambos escritores de Spitting image, con los productores de Happy families y las producciones de Jasper Carrott. Craig Charles, «poeta punk» natural de Liverpool, fue contratado para el papel de Dave Lister. El equipo de producción contactó con él para que le diera su opinión sobre el personaje de «Gato», creyendo que podía resultar racista para algunas personas. Charles describió el personaje como «bastante bueno» y después de leer el guion decidió presentarse a la audición para interpretar el papel de Dave Lister. El actor de stand-up comedy Norman Lovett, quien había intentado obtener el papel de Rimmer, obtuvo finalmente el papel de Holly, la computadora senil de la nave espacial. Un cantante y bailarín profesional, Danny John-Jules, que llegó media hora tarde a la cita, se quedó con el papel de Gato inmediatamente. Esto fue en parte debido a su apariencia exterior, investigación —leyendo el libro Catwatching de Desmon Morris—, y a que se presentó disfrazado como su personaje, vistiendo un traje de su padre al estilo de los años 50.

### Escritura, producción y dirección
Grant y Naylor escribieron las primeras seis temporadas juntos —utilizando el seudónimo Grant Naylor en las primeras dos novelas y más tarde como el nombre de la compañía productora, aunque nunca en los episodios—. Grant abandonó en 1995, para continuar con otros proyectos, obligando a Naylor a escribir la séptima y octava temporada con un nuevo grupo de guionistas, incluyendo a Paul Alexander y el actor Robert Llewellyn quien interpretaba a Kryten.
Ed Bye produjo y dirigió la mayoría de la serie. Abandonó antes de la temporada cinco debido a conflictos con su agenda —terminó dirigiendo una serie protagonizada por su esposa, Ruby Wax— así que Juliet May pasó a dirigirla. May dejó la serie a la mitad por razones personales y profesionales y Grant y Naylor dirigieron la serie, además de escribirla y producirla. La sexta temporada fue dirigida por Andy de Emmony, y Ed Bye volvió para dirigir la séptima y octava temporadas. La primera, segunda y tercera temporadas fueron realizadas por Paul Jackson Productions, las siguientes fueron producidas por la compañía propiedad de los guionistas Grant Naylor Productions para la BBC North. Las ocho temporadas fueron emitidas en la BBC2. Al comienzo de la cuarta temporada, la producción se movió de New Brodacasting House (Mánchester) a Shepperton Studios (Shepperton).

### Canción y música
La sintonía y la música fueron escritas e interpretadas por Howard Goodall, la voz del tema de cierre de la serie fue cortesía de Jenna Russell. Las dos primeras temporadas utilizaron una versión instrumental medianamente oscura del tema de cierre para los créditos iniciales; desde la temporada tres adelante cambió a una versión algo más animada. Goodall también escribió música para varias canciones de la serie, incluyendo «Tongue tied», letra escrita por Grant y Naylor. Danny John-Jules —acreditado como «Gato»— volvió a grabar una orquesta para «Tongue Tied» y la publicó en octubre de 1993; alcanzó el puesto número 17 en las listas de Reino Unido. El mismo Goodall cantó «The Rimmer song» que se escuchó en el episodio «Blue» de la séptima temporada, a la que Chris Barrie puso los gestos.

### Remasterización
En 1998 en el décimo aniversario de la serie —y entre las emisiones de la temporada siete y ocho—, las primeras tres temporadas de Enano Rojo fueron remasterizadas y lanzadas en VHS. La remasterización incluyó reemplazar tomas con gráficos computerizados, eliminar ciertos diálogos y escenas, volver a grabar material en el que aparecía Holly, crear una escena de créditos iniciales más consistente, reemplazar música y crear efectos de sonido ambiental con sistemas digitales. La serie remasterizada fue publicada en 4 discos DVD en una caja recopilatoria llamada The bodysnatcher collection en 2007.

### Pausa
Tres años pasaron entre las temporadas seis y siete, en parte debido a la disolución de la pareja Grant y Naylor, pero también debido a que el reparto y el equipo de la serie estaban trabajando en otros proyectos. Cuando la serie volvió finalmente, empezó a ser grabada, pero no delante de una audiencia, permitiendo el uso de escenarios de cuatro paredes, grabación de localizaciones y técnicas con una sola cámara. Cuando la serie volvió para su octava temporada dos años después, se decidió dejar el uso de la grabación y volver al uso de público en directo.
La serie recibió un revés cuando la BBC rechazó grabar una novena temporada. Doug Naylor confirmó que la BBC decidió no renovar la serie porque prefería centrarse en otros proyectos. Sin embargo, un especial de Navidad en formato corto se puso a disponibilidad para suscriptores a través de móviles. Los fans tuvieron que esperar una década hasta que la serie volviera a la televisión.

### Resurgimiento
Red Dwarf: back to Earth fue emitida en las vacaciones de Pascua de 2009 junto a un documental «detrás de las cámaras». Más adelante, se planeó un especial llamado Red Dwarf: unplugged, descrito por Craig Charles como «solo nosotros cuatro —y algunas sillas— intentando improvisar, o mejor dicho intentando recordar escenas clásicas», pero finalmente fue cancelado.
El episodio se centró nueve años después de los eventos de «Only the good...» —con el final abierto, situación que se repetiría en la temporada diez—, Kochanski estaba muerta, supuestamente, y Holly estaba apagada debido a daños causados por agua causados por Lister al dejar un grifo abierto. La actriz Sophie Winkleman protagonizó un personaje llamado Katerina, un holograma resucitado de una oficial científica de Enano Rojo para así reemplazar a Rimmer.
Para conseguir una mayor atmósfera cinemática, Back to Earth no fue grabada ante una audiencia en directo. Algunos episodios previos de Enano Rojo habían sido grabados de esta forma —«Bodyswap» y todos los de la séptima temporada—, pero Back to Earth no incluía por primera vez risas enlatadas. También fue la primera vez que Enano Rojo se grababa en alta definición par la televisión.
Los especiales fueron emitidos durante tres noches empezando el viernes 10 de abril de 2009. Las emisiones obtuvieron récords de audiencia en el canal de televisión de Freeview Dave; el primero de los tres episodios representó los mayores datos de audiencia para un programa del Reino Unido encargado para una red digital. Back to Earth fue publicado en DVD el 15 de junio de 2009, y en Blue-ray el 31 de agosto de 2009. La publicación en ambas ediciones incluyó los episodios y uno nuevo en formato edición del director combinando los tres en una película. Back to Earth fue después descrita en la página oficial de la serie como «la "novena temporada" de "Enano Rojo"».

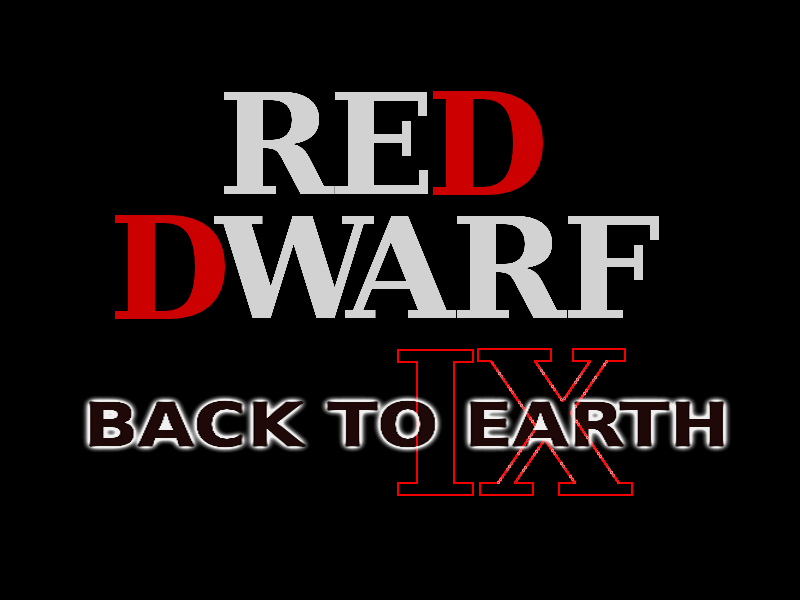
Título de la novena temporada «Red Dwarf: back to Earth»

Doug Naylor declaró en una entrevista con Dave antes de la emisión de Back to Earth que le hubiera gustado hacer otra temporada completa, pero añadió que «tendríamos que esperar y ver» cuan buena o mala sería la reacción a los especiales. También declaró que no querría hacer una novena temporada pero que podría hacer una décima, y explicó que Back to Earth se consideró como la novena temporada. Los especiales establecieron que pasaron dos temporadas centradas en los eventos después de Back to Earth después de la octava temporada; durante la ficticia temporada nueve —descrita por un fan como «la mejor»—, Kryten informó a Lister de que Kochanski había muerto, pero en Back to Earth Lister se enteró de que no estaba muerta, abriendo la posibilidad de una búsqueda por parte de Lister en futuros episodios, lo que fue uno de los argumentos de la décima temporada.
En junio de 2012, Craig Charles, Chris Barre y Hattie Hayridge informaron de que había planes para producir futuras temporadas de Enano Rojo, aunque un artículo posterior en la página oficial de Enano Rojo comunicó que hasta el momento nada había sido confirmado. En enero de 2011, Robert Llewellyn confirmó en su página oficial que se grabaría una nueva temporada grabada a finales de 2011 y emitida en el 2012 en el canal digital Dave, aunque al principio los propietarios del canal, UKTV, rechazaron cualquier hacer cualquier comunicado, sugiriendo que una nueva temporada no tenía permiso oficial de ser grabada. En abril de 2011, se confirmó oficialmente una temporada diez de seis episodios en Dave en otoño de 2012. Doug Naylor confirmó los planes tanto en Twitter como en la convención número dieciséis de Dimension Jump, y Dave publicó el anuncio en su página de internet.
Las fechas de grabación para la nueva temporada de Enano Rojo, Enano Rojo X fueron anuciadas el 11 de noviembre de 2011, junto a la confirmación de que la temporada sería grabada en Shepperton Studios ante público en directo. La grabación principal comenzó el 16 de diciembre de 2011 y terminó el 27 de enero de 2012, y el equipo y el reparto volvieron después seis días más para grabar nuevas escenas y así aumentar el número de metraje. Descontando las estrellas invitadas, solo el reparto principal de Charles, Barrie, Llewellyn y John-Jules regresaron para la temporada diez, con la ausencia de Annett y Lovett, aunque el guion incluye referencias a Kochanski y a Holly.
El 4 de mayo de 2012 se anunció que Howard Goodall, quien había compuesto la música de Enano Rojo desde el comienzo hasta la séptima temporada, volvería a componer la banda sonora instrumental de Enano Rojo X. El 19 de junio de 2012, se completó la posproducción y los seis episodios estaban completos para su emisión en el siguiente otoño.
El 20 de julio de 2012, se publicó un tráiler de cincuenta y cinco segundos de la temporada diez en Facebook, seguido por un nuevo tráiler cada viernes. La nueva temporada se estrenó el jueves 4 de octubre de 2012.
Desde que se emitió la temporada diez, que atrajo gran número de audiencia, Dave, Doug Naylor y el reparto han presentado un gran interés en hacer otra temporada y Douglas ya ha empezado con el guion pero esto depende de que UKTV encargue la temporada y de que todo el reparto esté disponible. Craig está actuando en Coronation street y Danny en la temporada tres de Death in paradise.
Durante la convención Dimension jump de tres días el reparto principal y por el modelista Bill Perason dieron algunos datos sobre futuras temporadas, esto fue confirmado por Doug Naylor durante la Sunday G&A session declarando que ya estaban en conversaciones con todas las partes pero que tenían que finalizar y que no estaba seguro de si iba a haber otra temporada como le hubiera gustado agregó que las cosas no habían llegado a esa fase aún. Aun así dijo que sentía que las conversaciones habían concluido y que podría empezar a grabar en febrero de 2014 pero que no había escrito aún los guiones y que no se le había adjudicado todavía un presupuesto.

## Temática

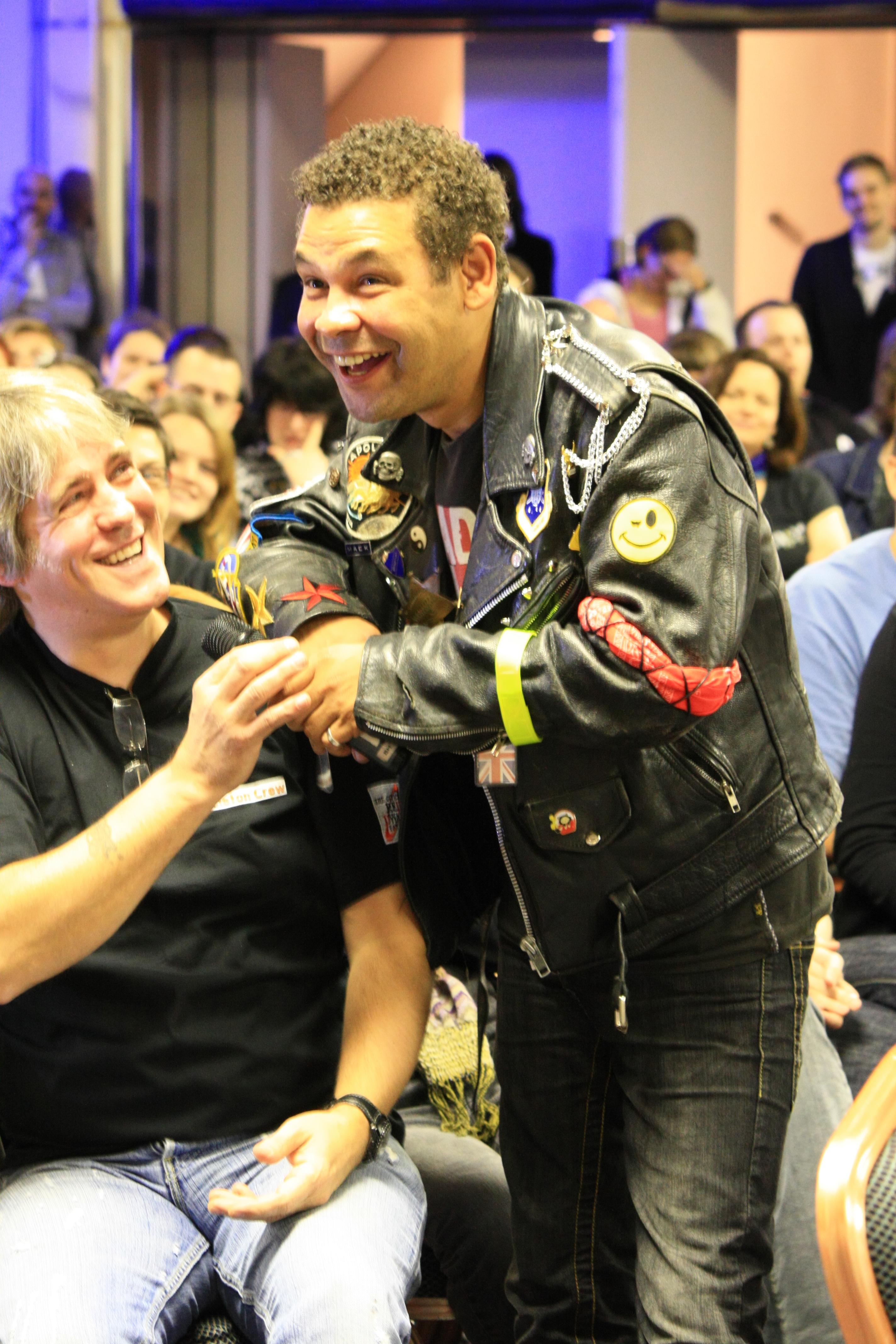
Craig Charles

La serie Enano Rojo en tono de comedia narraba las historias de sus protagonistas mientras intentaban volver a la Tierra y recuperar sus vidas anteriores. Las personalidades extremas de los personajes se confrontaban a menudo y ninguno de ellos tenía reparos en aprovecharse de los demás. Los personajes principales a menudo mostraban cobardía, incompetencia y locura, mientras intercambiaban diálogos sarcásticos e insultantes, la serie proveyó de un humor a la ciencia ficción que otras series no utilizaban, centradas más en la valentía y la moral correcta de sus personajes. Los personajes que convivían en la nave Enano Rojo solo se mostraban valientes cuando no había otra posibilidad. La temática creciente de ciencia ficción era tratada de forma seria por Grant y Naylor. Sátira, parodia y drama se mezclaban en los episodios, también referencias a otras series de televisión, películas y libros. Estas referencias incluían: 2001: a space odyssey (1968) —se encuentra cierta analogía entre los dos primeros personajes de la serie (Holly como ordenador de a bordo y Dave Lister como único ser humano de a bordo) con los principales personajes de Odisea 2001: HAL y Dave Bowman, en los mismos papeles— Top gun (1986), RoboCop (1987), Star wars (1977), Citizen Kane (1942), The wild one (1953), High noon (1952), Rebel without a cause (1955), Easy rider (1969), The terminator (1984) and Pride and prejudice (1813).
Los guionistas basaban episodios completos en argumentos de películas. El episodio de la temporada tres «Polymorph» referenció y parodió momentos clave de Alien (1979); el episodio de la cuarta temporada «Camille» referenció vagamente escenas importantes de Casablanca (1942); «Meltdown» tomó prestado el argumento de Westworld, (1973); y «Red Dwarf: back to Earth» fue inspirado parcialmente por Blade runner (1982). La temática de la serie no se centró solo en películas y televisión, también incorporó eventos históricos. La religión también jugó un papel importante en la serie, como parte importante del destino de la raza de los Gatos, y de la percepción de Lister como su «Dios», y cuando la tripulación conoció a un hombre que creyeron que era Jesucristo en «Lemons». La serie también hace referencias literales a la obra de Samuel Beckett Esperando a Godot en el título de un episodio llamado «Waiting for God». El episodio titulado «Ourboros» derivó su nombre y temática de una serpiente mitológica antigua del mismo nombre.
La serie exploró grandes temas de la ciencia ficción como paradojas de viajes a través del tiempo —incluyendo la paradoja del abuelo—, universos paralelos, hologramas, inteligencias artificiales, la cuestión del determinismo y el libre albedrío —en varios episodios—, la búsqueda de la felicidad en la realidad virtual y, principalmente, ya que Lister es el último ser humano, la futura extinción de la especie humana.
Rob Grant y Doug Naylor decidieron al comienzo de la creación que no incorporarían vida extraterrestre en la serie, ya que no querían alienígenas. Sin embargo, hay formas de vida no humanas como evoluciones de especies de la Tierra —p. ej. la raza «Gato»—, hologramas o robots creados por los humanos, y una «Forma de vida mejorada geneticamente» —GELF, en inglés Genetically engineered life form—, una criatura creada artificialmente. Muchos de los enemigos en las últimas temporadas son variantes de los GELF o Simulantes.

## Señas de identidad
La serie desarrolló su propio vocabulario. Palabras y frases como holographic (sic), Dollarpound, Felis sapiens, Simulants, GELF, space weevil y zero gee football aparecen a lo largo de la serie, haciendo destacar un desarrollo de vocabulario en el futuro sobre lenguaje, clima político, tecnología, evolución y cultura. Los creadores también emplearon un vocabulario ficticio para así evitar el uso potencial de palabras ofensivas en la serie y darle un matiz al lenguaje coloquial futurista. Se utilizaron palabras como Smeg, gimboid, goit y variantes de smeg como smegging, smegger y smeg-head.

## Audiencias

### Enano Rojo VIII
| Número de episodio | Estreno               | Telespectadores | BBC Two weekly ranking |
| ------------------ | --------------------- | --------------- | ---------------------- |
| 1                  | 18 de febrero de 1999 | 8 050 000       | 1                      |
| 2                  | 25 de febrero de 1999 | 7 580 000       | 1                      |
| 3                  | 4 de marzo de 1999    | 6 920 000       | 2                      |
| 4                  | 11 de marzo de 1999   | 5 950 000       | 1                      |
| 5                  | 18 de marzo de 1999   | 6 760 000       | 1                      |
| 6                  | 25 de marzo de 1999   | 6 320 000       | 1                      |
| 7                  | 1 de abril de 1999    | 4 520 000       | 3                      |
| 8                  | 5 de abril de 1999    | 4 240 000       | 3                      |

### Enano Rojo IX.Back to Earth
| Episodio número | Estreno             | Telespectadores en Dave | Posicionamiento en Dave | Posicionamiento (cable) | Dave ja Vu telespectadores | Telespectadores totales |
| --------------- | ------------------- | ----------------------- | ----------------------- | ----------------------- | -------------------------- | ----------------------- |
| 1               | 10 de abril de 2009 | 2 357 000               | 1                       | 1                       | 385 000                    | 2 742 000               |
| 2               | 11 de abril de 2009 | 1 238 000               | 2                       | 6                       | 366 000                    | 1 604 000               |
| 3               | 12 de abril de 2009 | 1 197 000               | 3                       | 7                       | 245 000                    | 1 442 000               |

### Enano Rojo X
| Número de episodio | Estreno                | Telespectadores en Dave | Posicionamiento en Dave | Posicionamiento (cable) | Dave ja vu telespectadores | Telespectadores totales |
| ------------------ | ---------------------- | ----------------------- | ----------------------- | ----------------------- | -------------------------- | ----------------------- |
| 2                  | 4 de octubre de 2012   | 1 978 000               | 1                       | 3                       | 113 000                    | 2 091 000               |
| 3                  | 11 de octubre de 2012  | 1 567 000               | 1                       | 2                       | 78 000                     | 1 645 000               |
| 4                  | 18 de octubre de 2012  | 1 519 000               | 1                       | 3                       | 106 000                    | 1 625 000               |
| 5                  | 25 de octubre de 2012  | 1 345 000               | 1                       | 7                       | 119 000                    | 1 464 000               |
| 6                  | 1 de noviembre de 2012 | 1 561 000               | 1                       | 4                       | 73 000                     | 1 634 000               |
| 7                  | 8 de noviembre de 2012 | 1 400 000               | 1                       | 5                       | 107 000                    | 1 507 000               |

## Recepción y logros

### Reacciones mixtas
Los cambios realizados en la serie en cuanto a reparto, escenario, equipos creativos e incluso en la producción de unas temporadas a otras significaron que las opiniones entre los fanes y la crítica variaran de la misma manera en relación con la calidad de algunas temporadas. En el Great Red Dwarf debate, publicado en el volumen 2 número 3 del Red Dwarf Smegazine, los guionistas de ciencia ficción Steve Lyon y Joe Nazzaro discutieron los pros y los contras de las primeras y últimas temporadas. Lyons declaró que lo que tenía la serie «en un momento dado fue un balance único entre ciencia ficción y comedia, cosa que funcionaba magníficamente.» Nazarro coincidió con Lyons añadiendo que «las dos primeras temporadas fueron muy originales y muy divertidas», pero llegó a decir que «no fue hasta la tercera temporada que la serie tuvo éxito.» La temporada seis fue vista como una continuación del «Monstruo de la semana» ya utilizado en la temporada cinco que nunca llegó a considerarse impresionante visualmente hablando. Las discusiones giraron en torno a la calidad de la temporada seis vista por los telespectadores como tan buena como las primeras temporadas, pero fue criticada por caer en una comedia más formal con un cambio no bienvenido en los decorados.
Los cambios acontecidos en la temporada siete fueron vistos por algunos como decepcionantes; aunque hubo más presupuesto aparentemente, el cambio de una comedia de situación a algo que se aproximaba a una comedia dramática fue visto como un movimiento en la mala dirección. Por otro lado, el intento de volver a la tradicional comedia de situación en la temporada ocho fue recibido con una respuesta igual de pobre. Hubo críticas por la idea de resucitar a la tripulación de la nave Enano Rojo porque se sintió que la idea se separaba de la premisa de la serie en la que Lister era el último humano vivo. Sin embargo, hay otros críticos que sienten que las temporadas siete y ocho no son más flojas que las primeras temporadas. El asunto es objeto de constante y ferviente debate entre los fanes de la serie.

### Logros
Aunque el episodio piloto de la serie reunió cerca de cuatro millones de espectadores, las cifras de audiencia cayeron en episodios sucesivos y la primera temporada tuvo generalmente poca audiencia. A lo largo de la temporada seis las cifras de audiencia aumentaron continuamente y alcanzaron cerca de los seis millones de espectadores en el episodio «Gunmen of the apocalypse». Cuando la serie volvió en 1999 tuvo las cifras de audiencia más altas hasta ese momento —cerca de ocho millones de espectadores sintonizaron el primer episodio de la temporada ocho «Back in the red: parte I»—. Durante sus ocho temporadas, la serie ganó múltiples premios incluyendo el Premio de la Royal Television Society por sus efectos especiales, el Premio de la British Science Fiction Association por la mejor Presentación dramática, así como un Premio Emmy internacional por el episodio de la temporada seis «Gunmen of the apocalypse», que concursó junto al episodio de Absolutely fabulous «Hospital» en la categoría de Popular arts. La serie también ha sido nominada al Premio Emmy internacional en 1987, 1989 y 1992. La temporada seis ganó un Premio de comedia británica por Mejor serie de comedia de la BBC. Las ventas de vídeo han ganado ocho Premios Gold de la British video association y la serie aún mantiene el récord de la BBC2 por ser la serie de mayor duración con mayor audiencia en cuanto a comedias de situación. En 2007 la serie fue votada como «La mejor serie de ciencia ficción de todos los tiempos» por los lectores de la revista Radio times. El editor Gill Hudson declaró que ese resultado le sorprendió ya que «la serie no ha emitido nuevos episodios este siglo».

## Obras derivadas y mercadotecnia
La marca de la serie y los personajes han aparecido en una amplia variedad de productos. Red Dwarf también se han creado varias obras derivadas. Por ejemplo, la canción «Tongue tied», que suena en el episodio «Parallel universe», apreció en el 1993 como sencillo y llegó al puesto número 20 en Reino Unido cantada por Danny John Jules —bajo el nombre de «The Cat»—. Se produjeron obras de teatro del a serie por Blak Yak, un grupo de teatro en Perth, Australia, a quienes les dio permiso Grant Naylor Productions para realizar versiones para el teatro de algunos episodios en 2002, 2004, 2006.

### Novelas
Trabajando juntos bajo el nombre de «Grant Naylor», los creadores de la serie escribieron dos novelas. La primera Infinity welcomes careful drivers se publicó en noviembre de 1989 e incorporó argumentos de varios episodios de las dos primeras temporadas de la serie. La segunda novela Better than life se publicó en octubre de 1990 y fue basada mayormente en el episodio de la segunda temporada del mismo nombre. Juntas, las dos novelas proporcionaron más trasfondo a los personajes y temas principales de la serie además de desarrollar ambos. Gracias al sentido del humor excéntrico de la serie, las novelas compartieron cierta similitud con The Hitchhiker's Guide to the Galaxy de Douglas Adams, también una serie de comedia de ciencia ficción.
Los autores empezaron a trabajar en una secuela para Better than life llamada The last human pero Rob Grant abandonó Enano Rojo para participar en otros proyectos.[cita requerida] Aun debiendo a Penguin Publishing dos novelas más de Enano Rojo, Grant y Naylor decidieron cada uno escribir una secuela alternativa a Better than life. Como resultado existieron dos secuelas diferentes, cada una presentando una posible versión de la continuación a la historia. Last human, por Doug Naylor, añadió a Kochanski a la tripulación y dio más énfasis a la ciencia ficción, mientras que la novela de Rob Grant Backwards, estuvo más acorde con las novelas anteriores y tomó historias de la serie de televisión.
Se publicó una edición omnibus de las dos primeras novelas en 1992 que incluía ediciones del texto original y material extra como el guion original del episodio piloto de la serie de televisión. Las cuatro novelas se editaron en audiolibro, las dos primeras leídas por Chris Barrie, Lat human leída por Craig Charles, y Backwards leída por el autor Rob Grant.
En español están publicadas por Grupo Ajec las cuatro: Enano Rojo: la novela, Enano Rojo: mejor que la vida, Enano Rojo: hacia atrás y Enano Rojo: último humano. La traductora al español de la primera novela fue Eugenia Arrés (Granada, 1981) y la de las tres últimas, Teresa Ponce Giménez (Jaca, 1976).
En diciembre de 2009, Infinity welcomes careful drivers fue publicada en alemán bajo el título de Roter Zwerg —Enano Rojo en alemán—.

### Lanzamiento doméstico
Para el lanzamiento inicial en formato VHS se separaron los episodios y se lanzaron dos casetes para cada temporada —excepto para la séptima temporada que se publicó en tres casetes separados—, etiquetadas como byte one y byte two. Estos vídeos se llamaron como el primer episodio de los tres presentados en el casete, de la manera típica en la que se hicieron con otros lanzamientos de la época. Sin embargo, a veces la BBC decidía no respetar el orden natural de episodios y elegir los más populares para así obtener el número máximo de ventas. Para la quinta temporada, «Back to reality» y «Quarantine» se les dio facturación superior en sus respectivos lanzamientos en vídeo. Para el segundo volumen de la temporada uno, a «Confidence and paranoia» se le dio facturación superior, aunque se mantuvo el orden original de emisión; se debió a que el episodio principal fue «Waiting for God» que compartía el nombre con el título de otra serie cómica —ambientada en una casa de reposo—. Las futuras publicaciones se verían cada vez más influenciadas por las emisiones originales. Las ocho temporadas estuvieron disponible en VHS, y tres episodios de la séptima temporada fueron también publicados como un especial Xtended (sic) con escenas extras —incluyendo un final original y no emitido de «Tikka to ride»— y sin risas enlatadas; la versión remasterizada de las temporadas uno a tres también fueron lanzadas individualmente y en una caja recopilatoria. Finalmente dos vídeos de tomas falsas fueron publicados, Smeg up en 1994 y su secuela Smeg outs en 1995.
Desde entonces las ocho temporadas han sido publicadas en DVD en región 1, 2 y 4, cada una con un DVD extra con material y cada publicación desde la temporada tres hacia adelante acompañada por un documental inédito del cómo se hizo cada temporada respectiva. En las regiones 2 y 4 también se publicaron Just the shows, digipack en caja recopilatoria conteniendo los episodios de las temporadas uno a cuatro —Volumen 1— y cinco a ocho —Volumen 2— con menús estáticos y sin extras. Red Dwarf: the bodysnatcher collection, conteniendo episodios de 1997 remasterizados, así como nuevos documentales de la temporada uno y dos fue publicado en 2007. Esta publicación contenía un guion gráfico de «Bodysnatcher» y un guion sin terminar de 1987 que fue terminado finalmente en 2007 por Rob Grant y Doug Naylor, trabajando juntos por primera vez desde el 1993. En diciembre de 2008 un DVD de aniversario titulado Red Dwarf: all the shows fue publicado, rehaciendo el contenido del disco vainilla de los dos de Just the shows en formato A4 pareciendo un álbum de fotos, que cuidadosamente omitió la información de que no se incluían extras. Esta caja recopilatoria fue relanzada en una caja autodeslizante del tamaño de una caja, volviendo al título de Just the shows, en noviembre de 2009. La serie también está disponible para descargarla en iTunes.

#### Publicación en DVD
| Lanzamiento | Número de discos | Fecha del lanzamiento en DVD | Fecha del lanzamiento en DVD | Fecha del lanzamiento en DVD |
| Lanzamiento | Número de discos | Región 1                     | Región 2                     | Región 4                     |
| --- | ---------------- | ---------------------------- | ---------------------------- | ---------------------------- |
| Temporada I | 2                | 25 de febrero de 2003        | 4 de noviembre de 2002       | 3 de diciembre de 2002       |
| Temporada II | 2                | 25 de febrero de 2003        | 10 de febrero de 2003        | 1 de abril de 2003           |
| Temporada III | 2                | 3 de febrero de 2004         | 3 de noviembre de 2003       | 18 de noviembre de 2003      |
| Temporada IV | 2                | 3 de febrero de 2004         | 16 de febrero de 2004        | 9 de marzo de 2004           |
| Just the shows vol. 1 Temporadas 1-4 sin extras                                                                                | 4                | -                            | 18 de octubre de 2004        | 12 de noviembre de 2004      |
| Temporada V | 2                | 15 de marzo de 2005          | 8 de noviembre de 2004       | 1 de diciembre de 2004       |
| Temporada VI | 2                | 15 de marzo de 2005          | 21 de febrero de 2005        | 6 de abril de 2005           |
| Temporada VII | 3                | 10 de enero de 2006          | 7 de noviembre de 2005       | 1 de diciembre de 2005       |
| Temporada VIII | 3                | 2 de mayo de 2006            | 27 de marzo de 2006          | 20 de abril de 2006          |
| The complete collection Temporadas 1-8 con extras                                                                              | 18               | 5 de septiembre de 2006      | -                            | -                            |
| Just the shows vol. 2 Temporadas 5-8 sin extras                                                                                | 6                | -                            | 2 de octubre de 2006         | 3 de noviembre de 2006       |
| Beat the geek (juego en DVD interactivo)                                                                                       | 1                | -                            | 23 de octubre de 2006        | 3 de marzo de 2011           |
| The bodysnatcher collection Versión remasterizada de las temporadas uno a tres.                                                | 4                | -                            | 12 de noviembre de 2007      | 7 de mayo de 2008            |
| Just the smegs Relanzamiento en DVD de las publicaciones en VHS Smeg ups y Smeg out.                                           | 1                | -                            | 19 de noviembre de 2007      | 3 de marzo de 2011           |
| All the shows Temporadas 1-8 sin extras                                                                                        | 10               | -                            | 10 de noviembre de 2008      | -                            |
| Back to Earth | 2                | 6 de octubre de 2009         | 15 de junio de 2009          | 17 de diciembre de 2009      |
| Just the shows Temporadas 1-8 sin extras                                                                                       | 10               | -                            | 9 de noviembre de 2009       | -                            |
| The complete collection Temporadas 1-3 (remasterizadas), Temporadas 4-8, Just the smegs and Back to Earth – The director’s cut | 19               | -                            | -                            | 4 de agosto de 2010          |
| Red Dwarf X | 2                | 8 de enero de 2013           | 19 de noviembre de 2012      | 12 de diciembre de 2012      |

#### Publicación en Blu-ray
| Lanzamiento   | Número de discos | Fecha del lanzamiento en Blu-ray | Fecha del lanzamiento en Blu-ray | Fecha del lanzamiento en Blu-ray |
| Lanzamiento   | Número de discos | Región A                         | Región B                         | Región C                         |
| ------------- | ---------------- | -------------------------------- | -------------------------------- | -------------------------------- |
| Back to Earth | 2                | 6 de octubre de 2009             | 31 de agosto de 2009             | 15 de diciembre de 2009          |
| Temporada X   | 2                | 8 de enero de 2013               | 19 de noviembre de 2012          | Por anunciar                     |

### Revista
La Red Dwarf Magazine —la revista cambió su título desde el número 3 a Smegazine— fue lanzada en 1992 por Fleetway Edition. Contenía varias noticias, análisis, entrevistas, historietas y concursos. Las historietas representaban adaptaciones de episodios y material original, incluyendo más historias de personajes populares como Mr. Flibble, el Polymorph y Ace Rimmer.
Los personajes holográficos de las historietas estaban dibujados sobre todo en escala de grises. Esto fue pedido por Grant y Naylor quienes querían utilizar la técnica para la serie de televisión pero el proceso fue visto como demasiado caro para producir. A pesar de que se llegó a tener en circulación alrededor de cuarenta mil números por mes, la distribuidora de la revista decidió clausurarlo para concentrarse en sus otros proyectos. Se publicó un número de despedida, con fecha en enero de 1994, y que contenía las entrevistas restantes e historietas que se publicarían en el número posterior.
Se empezó con otra revista Red Dwarf llamada Red Dwarf: Better Than Life que solo se puso disponible a través del Club de fanes de Enano Rojo conteniendo entrevistas al reparto y las últimas noticias. Cada persona obtendría cuatro publicaciones por año.

### Versión para Estados Unidos
Un episodio piloto para la televisión estadounidense —conocida como Red Dwarf USA— fue producida por Universal Studios con la intención de emitirse en la NBC en 1992. La serie seguía esencialmente la misma historia que el primer episodio de la serie original utilizando a actores estadounidenses para la mayor parte de los papeles principales: Craig Bierko como Lister, Chris Eigeman como Rimmer, y Hinton Battle como Gato. Excepciones a esto fueron Llewellyn quien retomó el papel de Kryten y la actriz británica Jane Leeves quien interpretó a Holly. Fue escrito por Linwood Boomer y dirigido por Jeffrey Melman junto a Naylor y Grant como creadores y productores ejecutivos. Llewellyn, Grant y Naylor viajaron a Estados Unidos para grabar el episodio piloto después de la producción de la quinta temporada de la serie para Reino Unido. Según Llewellyn y Naylor el reparto no estaba satisfecho con el guion de Boomer. Grant y Naylor reescribieron el guion, pero aunque el reparto prefirió la reescritura, el guion se grabó en una versión más parecida al guion de Boomer. El episodio piloto incluía material de la serie británica en su secuencia inicial, aunque no mantuvo el logotipo o el tema musical de la serie del Reino Unido. Durante la filmación del episodio piloto, la reacción de la audiencia fue buena y se creyó que la historia había sido bien recibida.
Los ejecutivos del estudio no estaban satisfechos con el piloto, especialmente con el reparto, pero decidieron darle otra oportunidad al proyecto poniendo a cargo a Grant y Naylor. La idea era la de rodar un vídeo promocional para la serie en un pequeño estudio descrito por los guionistas como «un garaje». Se contrató a un nuevo reparto para los papeles de Gato y Rimmer, Terry Farrell y Anthony Fuscle respectivamente —el resultado fue que todos los miembros del reparto eran caucásicos, algo que difería de la serie original de Reino Unido—. A Chris Barrie se le pidió que interpretara a Rimmer en el segundo piloto pero lo rechazó, debido a que tuvo diferencias con una oscura secuencia del guion, donde se especificaba literalmente que "entraba en trance y al cabo de unos segundos le estallaba la cabeza". Con un pequeño presupuesto y una corta fecha de entrega se grabaron rápidamente nuevas escenas y se mezclaron con material existente del piloto y la temporada cinco de la versión británica para dar una idea del argumento principal y la dinámica de los personajes, junto a episodios futuros y remakes de episodios de la serie original. Llywellyn no participó en la regrabación, aunque se utilizaron vídeos de la versión británica donde aparecía el personaje. A pesar de las regrabaciones y el nuevo reparto no se tomó la decisión de tomar la serie para una continuación. Farrel fue contratado inmediatamente después para Star Trek: deep space nine como Jadzia Dax.
El reparto de la versión británica y estadounidense criticó el reparto de Red Dwarf USA, particularmente la manera de interpretar a Lister en la versión para Estados Unidos, mientras que en esta última se interpreta como a alguien de fiar, en la versión británica se le interpreta como a un gandul. En el documental de 2004 Dwarfing USA, Danny John Jules dijo que el único actor que podría haber interpretado a un buen Lister era el actor estadounidense John Belushi. En una entrevista en 2009 en Kevin Pollak's chat show, Bierko dijo que contratarle como Lister fue un «gran error» y también dijo que le habría pegado más el papel a alguien «como John Belushi».
El piloto de Estados Unidos ha sido fuertemente distribuido pero nunca ha sido emitido en televisión en ningún país. Extractos del primer episodio piloto se incluyeron en Dwarfing USA, un extra en el «cómo se hace» de los pilotos incluidos en el lanzamiento del DVD de la quinta temporada de Red Dwarf. Debido a problemas de derechos de autor no se incluyó material del segundo piloto en los extras.

### Película
Desde el final de la octava temporada en 1999, Doug Naylor ha estado intentado realizar una película basada en la serie de televisión, llegando a escribir incluso un borrador final del guion y a hacer circular volantes propagandísticos en algunas páginas web. El volante era original y fue distribuido por Winchester Films para comercializar la película en el extranjero. En el tráiler se incluían detalles del argumento. Discurría en un futuro distante donde los Homo sapienoids —una raza temible entre carne y máquina— conquistaron el sistema solar y estaban eliminando a los humanos. Las naves espaciales que intenaron salir de la Tierra fueron cazadas hasta que solo quedó una... Enano Rojo.
Naylor viajó a Australia para recoger ideas sobre las localizaciones y los costes financieros, la preproducción empezó en el 2004 y la grabación se planeó para 2005. Sin embargo, se hizo difícil encontrar suficientes fondos. Naylor explicó en la convención de Enano Rojo Dimension Jump que la película fue rechazada por la BBC y el British Film Council. Las razones que se dieron fueron que mientras que el guion se consideraba divertido, no estaba preparado.
El contenido de los primeros borradores de la película se utilizaron en el último episodio de la décima temporada «The beginning».

### Juego de rol
Deep7 LLC lanzó Red Dwarf - The roleplaying game en febrero de 2003 —aunque el copyright es del 2002—. Basado en la serie, el juego permite a los jugadores interpretar a los personajes originales dentro del universo de Enano Rojo. Los personajes de los jugadores pueden ser humanos sobrevivientes, hologramas, mascotas evolucionadas —gatos, perros, iguanas, conejos, ratas y ratones—, varios tipos de androides —Series 4000, Huzden 10 y Waxdroids o Series 3000— o GELFS —Kinatawowi y Pleasure GELF o Vindaloovians—.
Se lanzaron un total de tres productos para el juego: el libro central de reglas de 176 páginas, la AI Screen —análogo a la Pantalla del director de juego de otros juegos de rol, incluyendo también el folleto Extra bits book— y el Series sourcebook. El Series sourcebook contiene resúmenes de los argumentos de cada episodios de cada temporada así como las reglas de juego para cada personaje principal y secundario de cada temporada.
El juego ha sido alabado por mantenerse en la línea de la naturaleza cómica de la serie, por su escritura entretenida y por los detalles con que se explica la historia de fondo. Sin embargo, algunas críticas encontraron la mecánica del juego simplista y poco inspiradora comparada con otros juegos de rol del mercado.

### Noche deEnano Rojo
El 14 de febrero de 1998, la noche anterior al décimo aniversario de la emisión del episodio piloto, BB2 dedicó una noche a programas de la serie, bajo el nombre de Red Dwarf night. La velada consistía en una mezcla de nuevo y viejo material y fue presentada por el actor y fan de la serie Patrick Stewart. La noche empezó con «Can't smeg, won't smeg», una parodia del programa de cocina Can't Cook, Won't Cook, presentado por Ainsley Harriott quien apareció interpretando a un GELF en el episodio de la temporada seis «Emohawk: polymorph II». Tuvo lugar fuera de la continuidad del a serie y en él dos equipos —Kryten y Lister contra Rimmer y Gato, aunque Gato es reemplazado por su alter ego Duane Dibbley— fueron retados a cocinar el mejor pollo vindaloo.
Después de un recopilatorio de tomas falsas, incluyendo escenas eliminadas, el siguiente programa fue Universe challenge, una parodia de University Challenge. Presentado por el presentador original de University Challenge Bamber Gascoigne, el programa presentó a reconocidos Drwaf fanes compitiendo en equipos, Chris Barrie, Craig Charles, Robert Llewellyn, Chloë Annett y Danny John Jules. Continuó a esto The Red Dwarf a-z, un documental de hora y media que eligió diferentes aspectos de la serie en los que se centraba escogiendo para ello una letra del abecedario. Aparecieron Stephen Hawking, Terry Pratchett, el productor original Paul Jackson, y Patrick Stewart. Finalmente, la noche terminó con la emisión del episodio «Gunmen of the apocalypse».

## La serie en otros países

### Europa
- España: Telemadrid, Canal Sur, TV3, 3XL, K3, Buzz y Canal 9.

### América
- México: Canal Once IPN.